# Делямуре, Семён Людвигович
Семён Людвигович Делямуре (9 августа 1913, Карасубазар, Таврическая губерния — 2 января 1986, Симферополь) — советский гельминтолог. Доктор биологических наук (1953). Профессор (1954).
Являлся председателем Крымского филиала научного общества паразитологов Украинской ССР, членом общественной редакционной коллегии серии брошюр «Природа Крыма» (1964—1966). Являлся членом Симферопольского городского Совета депутатов трудящихся.

## Биография
Родился в 1913 году в Карасубазаре в семье учителей. Отец Людвиг Семёнович Делямуре (1880—1923) — учитель и основатель первой публичной библиотеки Карасубазара. Семён окончил местную девятилетнюю школу и в 1930 году стал студентом естественного факультета Крымского педагогического института им. М. В. Фрунзе в Симферополе. Среди его преподавателей были Валерьян Лункевич, Иван Пузанов и Яков Цееб.
Делямуре окончил институт в 1934 году и отправился в экспедицию в Северный Крым, где изучал экологию грызунов. Затем, Семён Делямуре стал лаборантом, а после ассистентом в Крымском медицинском институте.
В 1939 году, читавший в мединституте лекции академик Константин Скрябин, предложил Делямуре заняться изучением гельминтов черноморских дельфинов. Спустя два года, в 1941 году, Делямуре издаёт первый труд посвящённый гельминтофауне дельфинов Чёрного моря.
Из-за начала Великой Отечественной войны в 1941 году Делямуре вместе с институтом эвакуируется в Армавир, а затем в Кызыл-Орду, где в 1943 году защищает кандидатскую диссертацию «Гельминтофауна дельфинов Чёрного моря».
В 1945 году по приглашению заведующего кафедры зоологии Крымского пединститута Владимира Боровского Делямуре переходит в КПИ (с 1972 года — Симферопольский государственный университет). Участвует в двух экспедициях по изучению паразитов черноморских китообразных (в 1945—1946 и 1947—1948). В разгар борьбы с генетиками в СССР в 1948 году Делямуре пишет донос на Боровского и того увольняют как «вейсманиста-морганиста».
После увольнения Боровского Делямуре в феврале 1949 года становится заведующим кафедры зоологии и деканом естественного факультета. В это же время его первым учеником становится Александр Скрябин, который в 1980 году сменит Делямуре на посту руководителя кафедры зоологии. По заданию Академии наук СССР учёный в 1951 году отправляется в Арктику на ледоколе «Леваневский», где занимается изучение гельминтов промысловых ластоногих в Баренцевом и Белом морях. В ходе экспедиции вскрывает 48 гренландских тюленей, трёх морских зайцев и одного моржа.
С 1950 по 1952 года обучается в гельминтологической лаборатории при АН СССР под руководством Константина Скрябина. В 1953 году защищает докторскую диссертацию тему «Морфолого-систематический обзор гельминтофауны морских млекопитающих» в Зоологическом институте АН СССР в Ленинграде. Спустя два года, в 1955 году, Академия наук СССР издаёт данную работу как монографию «Гельминтофауна морских млекопитающих в свете их филогении».
В 1958 году в течение двух месяцев возглавлял экспедицию по выяснению причин гибели морских котиков на Командорских островах, которую Госплан СССР поручил Академии наук. Всесоюзное совещание по изучению морских млекопитающих в декабре 1959 году принимает решение о том, что все советские экспедиции сдают гельминтологический материал на обработку профессору Делямуре.
С 1963 по 1964 год — проректор по научной работе Крымского пединститута. В сентябре 1980 года уходит с должности руководителя кафедры зоологии СГУ.
С 1980 года — председатель областного общества «Знание».
Скончался 2 января 1986 года в Симферополе.

## Научная деятельность
Занимался изучением гельминтофауны морских млекопитающих. Является основателем Крымской научной школы по изучению гельминтов ластоногих и китообразных. Автор 112 научных работ, в том числе 8 монографий.
Под руководством Делямуре было открыто и описано 58 новых для науки видов гельминтов, установлено 12 таксонов надвидового ранга, часть из которых была названа в его честь.
По инициативе Делямуре работники его кафедры участвовали в 38 научных экспедициях, в ходе которых было собрано паразитологического материала у более 8 тысяч тюленей и китов. Во время его руководства кафедрой был создан зоологический музей. Для обмена опытом на кафедру зоологии приезжали учёные К. Роланд (1964), Л. Марголис (1971) и М. Дейли (1982).

## Награды и звания
- Орден «Знак Почёта» (1954)
- Медаль Макаренко (1969 г.)
- Медаль «За доблестный труд в Великой Отечественной войне 1941—1945 гг.» (1945)
- Медаль «В ознаменование 100-летия со дня рождения Владимира Ильича Ленина» (1970)
- Отличник народного образования Украинской ССР (1957, 1963, 1967)
- Заслуженный работник высшей школы Украинской ССР (1975)[9]